# Saint-Souplet
Saint-Souplet là một xã ở tỉnh Nord ở miền bắc nước Pháp. Xã này có diện tích 12,66 km², dân số năm 1999 là 1308 người. Khu vực này có độ cao từ 101-161 mét trên mực nước biển.